# 바카예 트라오레
바카예 트라오레(프랑스어: Bakaye Traoré, 1985년 3월 6일 ~ )는 말리의 전 축구 선수로서, 현역 시절 포지션은 중앙 미드필더였다.

## 축구인 경력

### 선수 경력
프랑스 파리에서 태어나 2003년 아미앵에서 축구 경력을 시작하였다. 프랑스와 말리 이중 국적을 가지고 있으나 말리 국가대표팀을 선택하여 2009년 말리 국가대표팀 데뷔전을 치렀다. 2009년 AS 낭시로 이적하여 주전 미드필더로 활약하였으며 2010년과 2012년 아프리카 네이션스컵에 출전하였다. 특히 2012년 아프리카 네이션스컵에선 말리가 3위에 오르는 데 공헌하였다.
2012년 AC 밀란으로 이적하여 밀란에서 활약하는 첫 말리 국적 선수가 되었다.